# بطولة إفريقيا للكرة الطائرة للرجال 1967
بطولة أفريقيا للكرة الطائرة للرجال 1967 هي الدورة ال1 من البطولة، نظمت في 1967 في تونس العاصمة (تونس). تجمع نهائياتها أفضل 4 فرق أفريقية في كرة طائرة.
فاز منتخب تونس لكرة الطائرة بهذه الدورة.

## المنتخبات المشاركة
- تونس
- ليبيا
- غينيا
- الجزائر

## الترتيب النهائي
| المركز                 | المنتخب |
| ---------------------- | ------- |
| ميدالية ذهبية, إفريقيا | تونس    |
| ميدالية فضية, إفريقيا  | الجزائر |
|                        | غينيا   |
| 4                      | ليبيا   |